# Modulacja fazy

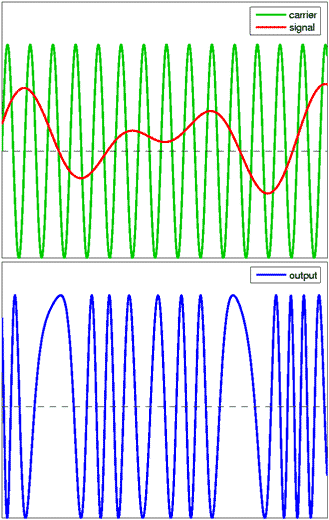
Modulacja fazy sygnału analogowego

Modulacja fazy (ang. Phase Modulation, PM) – kodowanie informacji w fali nośnej przez zmianę jej chwilowej fazy, w zależności od sygnału wejściowego.
Modulacja fazy jest rzadko używana w systemach analogowych, gdyż modulacja częstotliwości (FM) pozwala na zastosowanie prostszych modulatorów i demodulatorów sygnału. Sygnał modulowany fazowo można przekształcić na sygnał modulowany częstotliwościowo i w ten sposób dokonuje się zazwyczaj demodulacji PM. Modulacja fazy jest natomiast szeroko stosowana w transmisji cyfrowej i nosi nazwę kluczowania fazy (PSK).

## Teoria
Sygnał modulujący o amplitudzie M, częstości {\displaystyle \omega _{\mathrm {m} }} i fazie początkowej {\displaystyle \varphi _{\mathrm {m} }} określony jest wzorem:
{\displaystyle m(t)=M\sin \left(\omega _{\mathrm {m} }t+\varphi _{\mathrm {m} }\right),}
a falę nośną, która jest modulowana opisuje wzór:
{\displaystyle c(t)=C\sin(\omega _{\mathrm {c} }t).}
Modulowany przebieg określony jest wzorem:
{\displaystyle y(t)=C\sin(\omega _{\mathrm {c} }t+m(t)),}
gdzie poprzez {\displaystyle m(t)} oznaczona jest modulująca faza.